# Licurgo Santos Filho
Licurgo de Castro Santos Filho (Rio de Janeiro, 10 de junho de 1910 - Campinas, 23 de setembro de 1998) foi um médico, professor universitário  e historiador brasileiro.
Na medicina atuou na urologia e na patologia clínica, sendo membro de diversas instituições literárias e científicas do Brasil.

## Biografia
Era filho de Lycurgo de Castro Santos e de Judith Murtinho de Castro Santos e, embora nascido no Rio de Janeiro, cresceu no Vale do Paraíba.
Fez o curso secundário no Ginásio São Joaquim, em Lorena. Formou-se em medicina em 17 de novembro de 1934, na hoje denominada Faculdade de Medicina da Universidade Federal do Rio de Janeiro e, pouco depois de formado após uma rápida passagem por Assis, mudou-se para Campinas em 1934, ali vivendo até sua morte.
Na cidade paulista chefiou o setor de urologia da Santa Casa de Misericórdia, de 1941 a 1959; foi médico do INSS, cargo do qual se aposentou em 1967.
Foi professor de urologia entre 1951 a 1966 na então Faculdade de Enfermagem Madre Maria Theodora, hoje parte da Pontifícia Universidade Católica de Campinas, entidade onde foi lente das cátedras de História da Medicina, História da Arte e História da Cultura. Como convidado lecionou (1965-1967) para as primeiras turmas da Faculdade de Ciências Médicas da Universidade Estadual de Campinas que, por falta de recursos, não pode contratá-lo.
Especializou-se na história da medicina brasileira, tendo publicado desde 1940 até a época de seu falecimento, cerca de cento e cinquenta títulos sobre este e outros temas.
Licurgo é considerado, ao lado de Carlos da Silva Lacaz e de João Amílcar Salgado, um dos maiores especialistas em história médica brasileira. A sua obra História Geral da Medicina Brasileira (São Paulo, Edusp/Hucitec, 1991), em dois volumes, permanece como a mais bem documentada exposição da medicina no Brasil, dos séculos XVI até o XX, o que justifica plenamente considerar-se Licurgo Santos Filho como o grande tratadista da história médica brasileira.

## Instituições
Dentre as instituições das quais foi membro destacam-se a Academia Nacional de Medicina, da Academia Paulista de Letras, da Academia Campinense de Letras, do Instituto Genealógico Brasileiro, do Instituto Histórico e Geográfico Brasileiro, Instituto Histórico e Geográfico de São Paulo, da Sociedade de Medicina e Cirurgia de Campinas e da Sociedade Paulista de História da Medicina.
Foi ainda um dos membros fundadores e presidente de honra da Sociedade Brasileira de História da Medicina.

## Obras
Os principais trabalhos publicados por Licurgo Santos Filho:
- O negro brasileiro e a medicina, Soc. Med. Cir. Campinas, 1940;
- Notas acerca da fundação da Santa casa de Misericórdia de Campinas. seus Diretores médicos,  Soc. Med. Cir. Campinas, 1942,
  - Edição original: História da Medicina no Brasil - 2 tomos, vols. 3 e 3-A da coleção "Grandes Estudos Brasilienses", ed. Brasiliense Ltda., São Paulo, 1947;
- Um médico na contenda entre o Bispo Dom Pero Fernandes Sardinha e o governador Duarte da Costa, São Paulo, 1952 (separata da Revista de História);
- Primeiros profissionais da Medicina no Brasil. "Século XVI" (Condição social e econômica. Raça e religião. Exercício da profissão) Imprensa Médica, Lisboa, 1954;
- Récipes & Boiões, São Paulo, 1954;
- Uma Comunidade Rural do Brasil Antigo (Aspectos da vida patriarcal no sertão da Bahia nos séculos XVIII e XIX), Companhia Editora Nacional, São Paulo, 1956;
- A Medicina da época Imprensa Médica, Lisboa,  1957.
- Campinas e a sua primeira Sociedade Médica, Imprensa Médica, Lisboa, 1958;
- Imprensa Médica e Associações Científicas Paulista, Imprensa Médica, Lisboa 1959;
- Médicos de Guaratinguetá, no século XIX (Os Castros Santos - A santa Casa) Imprensa Médica, Lisboa, 1960;
- Medicina Colonial, in História Geral da Civilização Brasileira (tomo I, vol. 2) - Difusão Européia do Livro, São paulo, 1960;
- O médico Manuel Antônio de Almeida, Classe Médica, São paulo, 1961;
- Primeiros Médicos de Campina, Campinas, 1962;
- Médicos de Campinas, no século XIX, Campinas, 1964.
- Anchieta na História da medicina brasileira, Anchietana, São Paulo, 1965;
- Medicina em São Paulo no século XVI, Ateneu Paulista de História, São Paulo, 1965;
- Resumo Histórico da Medicina Paulista, Instituto Histórico e Geográfico Brasileiro, Rio de Janeiro, 1965;
- Pequena História da Medicina Brasileira, DESA/EDUSP, São paulo, 1966;
- Retorno às fontes para a compreensão do papel que cabe ao médico, São Paulo, 1966.
- Medicina no Período Imperial, in História Geral da Civilização Brasileira (tomo II, vol. 3) - Difusão Européia do Livro, São Paulo, 1967;
- A Confraria da Misericórdia, Campinas, 1967;
- Curiosidades na História Médica Brasileira, Anais Paulistas de medicina e Ciruria, São Paulo, 1968;
- Amato Lusitano e Lopes Dias, castelo Branco, Portugal, 1969;
- A doença do Padre Manuel da Nóbrega, Instituto Histórico e Geográfico de São Paulo, 1970;
- Ricardo Gumblenton Daunt (patrono da Cadeira 26 da Academia Campinense de Letras), Academia Campinense de Letras, 1971;
- Fontes para a História da Medicina Brasileira, São Paulo, 1971;
- Evolução da Medicina Colonial, campinas, 1972;
- A Medicina Colonial, Instituto Histórico e Geográfico de São Paulo, São Paulo, 1973;
- Outras fontes para a História da Medicina Brasileira, São Paulo, 1973;
- Silva Leme e a Genealogia Paulistana, Instituto Genealógico Brasileiro, São Paulo, 1979;
- Nobreza Imperial Paulista, em Campinas, Instituto Genealógico Brasileiro, São Paulo, 1980
- História Geral da Medicina Brasileira. São Paulo, Edusp/Hucitec, 1991.

### Análises
Para José Roberto do Amaral Lapa seu livro Uma Comunidade Rural do Brasil Antigo representa uma minuciosa análise da evolução social rural do Brasil nos séculos XVIII e XIX, retratando a trajetória de uma família no então município de Caetité, no sertão baiano, que se instalara no "Brejo do Campo Seco" (atual cidade de Brumado), seguindo uma tradição iniciada por Gilberto Freire com o seu Casa Grande & Senzala; ressalta este autor o relato feito por Licurgo das eleições caetiteenses em 1848 em que um eleitor votara sete vezes, além de outras fraudes comuns então praticadas.